# 普雷舍斯·麦肯齐
普雷舍斯·麦肯齐（英語：Precious McKenzie，1936年6月6日—），英国、新西兰男子举重运动员。他曾代表英格兰、新西兰参加1966年、1970年、1974年和1978年英联邦运动会举重比赛，获得四枚金牌。